# Parigi-Camembert 2024
La Parigi-Camembert 2024, ottantacinquesima edizione della corsa, valida come evento dell'UCI Europe Tour 2024 categoria 1.1 e come sesta prova della Coppa di Francia 2024, si svolse il 27 marzo 2024 su un percorso di 205,6 km, con partenza da Magnanville e arrivo a Livarot, in Francia. La vittoria fu appannaggio del francese Benoît Cosnefroy, il quale completò il percorso in 4h26'11", alla media di 46,344 km/h, precedendo i connazionali Clément Venturini e Alexandre Delettre.
Sul traguardo di Livarot 67 ciclisti, dei 100 partiti da Magnanville, portarono a termine la competizione.

## Squadre e corridori partecipanti
| N.    | Cod. | Squadra                       |
| ----- | ---- | ----------------------------- |
| 1-7   | TEN  | TotalEnergies                 |
| 11-17 | EUS  | Euskaltel-Euskadi             |
| 21-27 | COF  | Cofidis                       |
| 31-37 | ARK  | Arkéa-B&B Hotels              |
| 41-47 | EKP  | Equipo Kern Pharma            |
| 51-57 | NMC  | Nice Métropole Côte d'Azur    |
| 61-67 | TNN  | Team Novo Nordisk             |
| 71-77 | VBF  | VF Group-Bardiani CSF-Faizanè |

| N.      | Cod. | Squadra                         |
| ------- | ---- | ------------------------------- |
| 81-87   | AUB  | St Michel-Mavic-Auber93         |
| 91-97   | UXM  | Uno-X Mobility                  |
| 101-107 | Q36  | Q36.5 Pro Cycling Team          |
| 111-117 | UCN  | CIC U Nantes Atlantique         |
| 121-127 | VRR  | Van Rysel-Roubaix               |
| 131-137 | GFC  | Groupama-FDJ                    |
| 141-147 | DAT  | Decathlon AG2R La Mondiale Team |

## Ordine d'arrivo (Top 10)
| Pos. | Corridore          | Squadra      | Tempo    |
| ---- | ------------------ | ------------ | -------- |
| 1    | Benoît Cosnefroy   | Decathlon    | 4h26'11" |
| 2    | Clément Venturini  | Arkéa        | s.t.     |
| 3    | Alexandre Delettre | St Michel    | s.t.     |
| 4    | Martin Marcellusi  | VF Group     | s.t.     |
| 5    | Fredrik Dversnes   | Uno-X        | s.t.     |
| 6    | Guillaume Martin   | Cofidis      | s.t.     |
| 7    | Ewen Costiou       | Arkéa        | a 4"     |
| 8    | Joris Delbove      | St Michel    | a 8"     |
| 9    | Rory Townsend      | Q36.5        | a 14"    |
| 10   | Matyáš Kopecký     | Novo Nordisk | s.t.     |